# 1898: Los últimos de Filipinas
1898: Los últimos de Filipinas es una película española dirigida por Salvador Calvo y producida por el empresario Enrique Cerezo. Estrenada el 2 de diciembre de 2016. Describe de forma dramatizada el sitio de Baler. Se rodó, entre otros lugares, en exteriores de Guinea Ecuatorial y las Islas Canarias. Su rodaje duró 9 semanas, desde mayo hasta julio de 2016.
Aunque narra los mismos hechos históricos, se trata de una versión distinta de la película homónima de 1945 que  protagonizaron, entre otros, Fernando Rey y Tony Leblanc. La película de Salvador Calvo se aleja del relato histórico de los acontecimientos haciendo más énfasis en la dura convivencia y el sufrimiento experimentado por los sitiados. Pese a que se cuentan algunos hechos omitidos por la versión de 1945, la versión de Salvador Calvo ha sido rechazada por algunos expertos históricos.

## Sinopsis

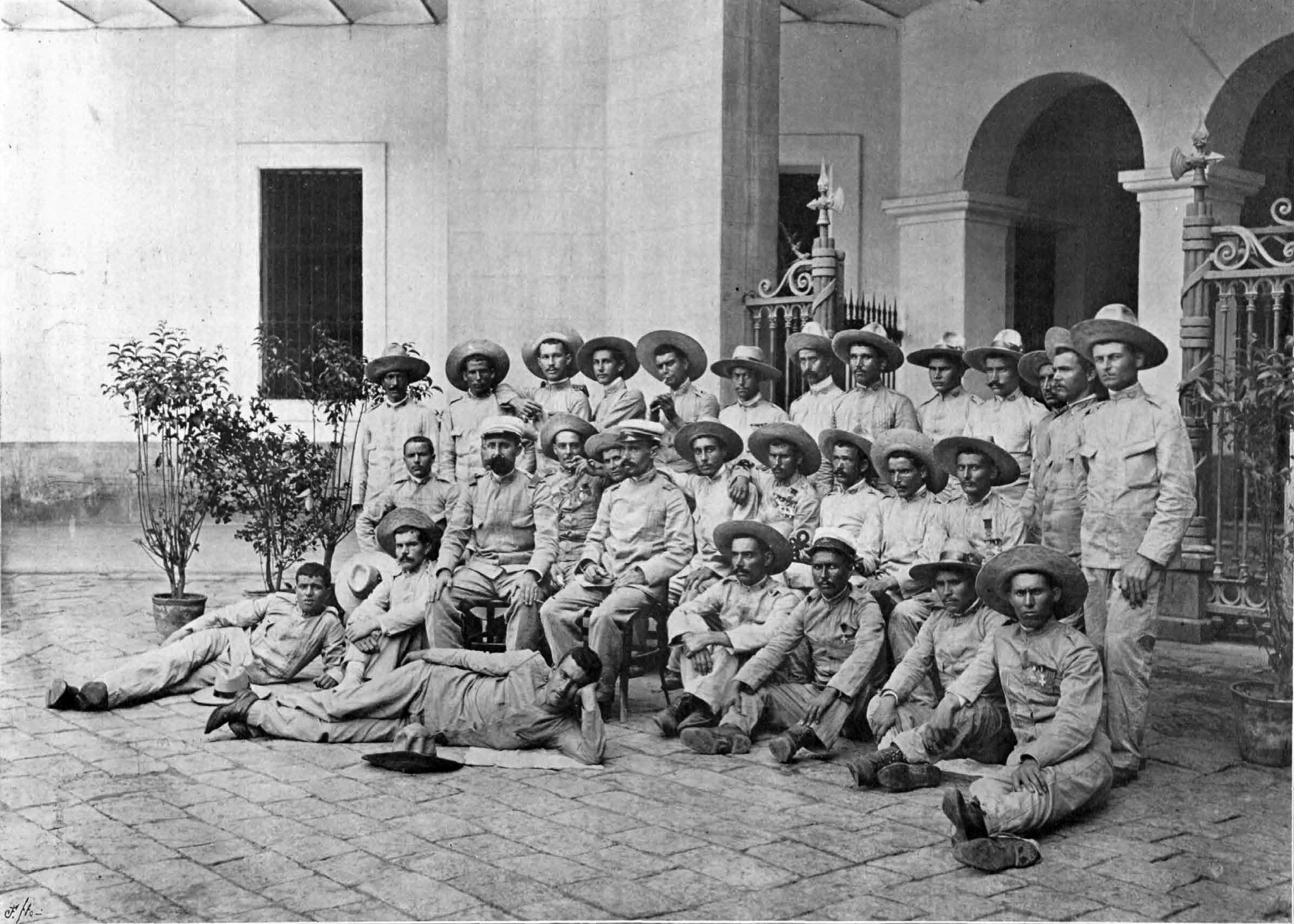
Los supervivientes del destacamento de Baler fotografiados el 2 de septiembre de 1899 en el patio del cuartel Jaime I de Barcelona (actualmente un campus de la Universidad Pompeu Fabra).

Tanto en la película de 1945 como en la de 2016 se narra la resistencia de la guarnición española de la aldea costera de Baler, en Luzón, en el episodio histórico conocido como el sitio de Baler.
La película comienza con el ataque por fuerzas tagalas al destacamento de Baler, al mando del Teniente Mota, del que sobrevive el sargento Jimeno. El destacamento de reemplazo, al mando del Teniente Saturnino Martín Cerezo, llega a Baler. Allí se encuentran con Fray Carmelo y posteriormente con el sargento Jimeno, militar de fuerte carácter e incluso cruel, que desprecia a los nativos. Carlos, uno de los soldados, es aficionado a la pintura y ve que se puede entender con Fray Carmelo. Un correo llega al pueblo avisando del inicio de la guerra con Estados Unidos y una nueva revuelta de los tagalos. El capitán Enrique de las Morenas decide fortificarse en la iglesia ante el inminente ataque. Es el inicio de un largo asedio, este dura 11 largos meses, en los que se ven amenazados por los nativos, viendo lo que son capaces de hacer con los estadounidenses capturados y a su vez por las enfermedades, poco a poco van cayendo hasta que se dan cuenta de que han estado casi un año defendiendo un imperio que ya había caído.

## Reparto
| Actor               | Personaje                                                                   |
| ------------------- | --------------------------------------------------------------------------- |
| Luis Tosar          | Segundo teniente Saturnino Martín Cerezo                                    |
| Javier Gutiérrez    | Sargento Jimeno                                                             |
| Álvaro Cervantes    | Soldado Carlos                                                              |
| Karra Elejalde      | Fray Carmelo.                                                               |
| Carlos Hipólito     | Médico provisional de Sanidad Militar, (Teniente) Rogelio Vigil de Quiñones |
| Eduard Fernández    | Capitán de Infantería Enrique de las Morenas y Fossi                        |
| Patrick Criado      | Soldado Juan                                                                |
| Alexandra Masangkay | Teresa                                                                      |
| Miguel Herrán       | Soldado Carvajal                                                            |
| Ricardo Gómez       | Soldado José                                                                |
| Emilio Palacios     | Moises                                                                      |
| Maykol Hernández    | Cocinero                                                                    |
| Pedro Casablanc     | Teniente Coronel Aguilar                                                    |

## Recepción

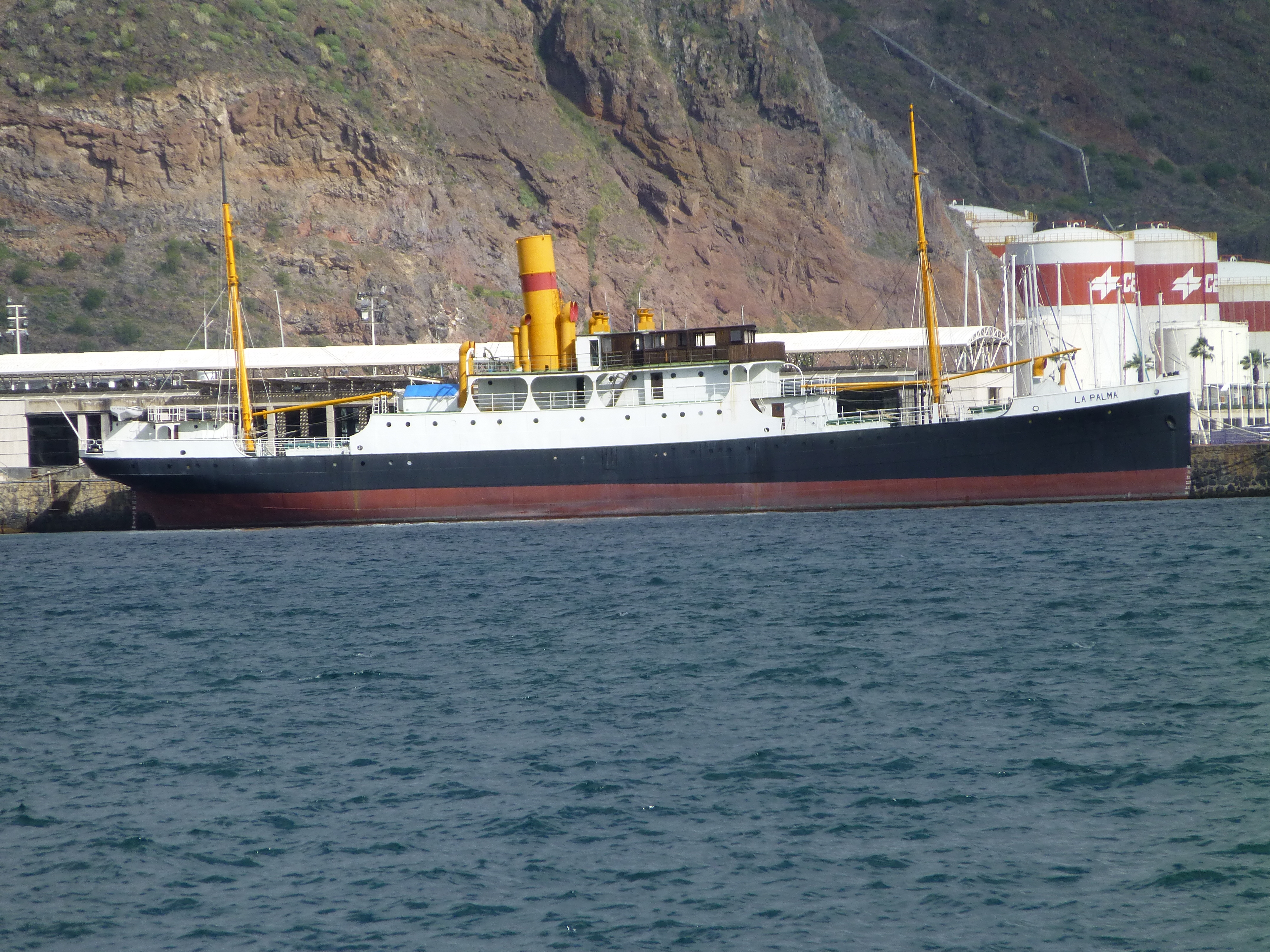
El vapor La Palma sale al principio de la película.

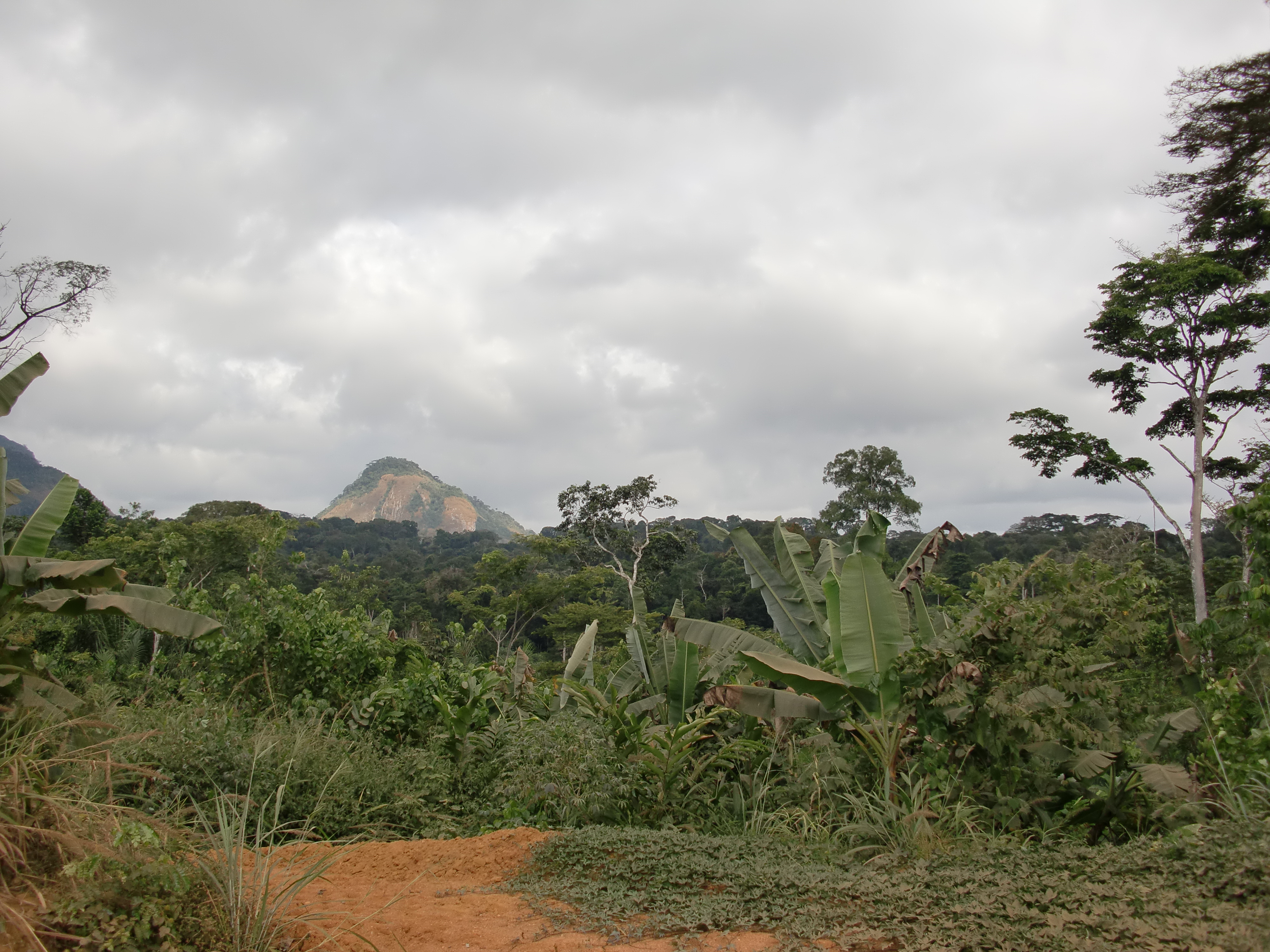
Selvas en Guinea Ecuatorial, uno de los lugares de rodaje.

### Taquilla
Pese a las críticas positivas, durante su primer fin de semana recaudó 530.000 euros con una media de 1.620 por copia (327 pantallas) reuniendo a 80.404 espectadores, un mal resultado teniendo en cuenta su presupuesto y reparto.
En el ranking de películas españolas del año 2016, se situó en el puesto 13, con 294.801 espectadores y 1.839.549 € de recaudación. Cifra que consiguió únicamente en el mes de diciembre, pues el estreno tuvo lugar el día 2. La recaudación final se situó en 2.6 millones.

### Crítica
Las críticas a la película fueron mayormente positivas. Carlos Boyero de El País describió la película como «buen cine», «bien producida, escrita y trabajada» y «con algunos diálogos inquietantes», llegando a calificarla de «modélica». Alberto Bermejo de El Mundo destacó su «poderoso reparto» y calificó su rodaje de «elegante», otorgando a la película tres de cinco estrellas. Oti Rodríguez Marchante del ABC subrayó el esfuerzo puesto en "equilibrar lo que la historia tiene de gesta, como de ridículo" y alabó al personaje de la actriz española de origen filipino Alexandra Masangkay, el único femenino de la película. También otorgó a la película tres de cinco estrellas. Javier Cortijo, de la revista especializada Cinemanía también calificó la película con tres de cinco estrellas, escribiendo que «pese a algunos pasajes dilatados y curiosos bandazos de amor-odio patriota, queda un sendero... para narrar el crepuscular y amargo penúltimo rayo de sol sobre nuestro imperio». Gerard A. Cassadó de la revista Fotogramas puntuó la película con cuatro de cinco estrellas, alabando su «implacable carácter revisionista tras la versión de 1945». Asimismo mostró su rechazo a «los prejuicios que pueden alejar al público».
La crítica más negativa fue la de Beatriz Martínez de El Periódico de Catalunya, que dio al filme una puntuación de dos de cinco estrellas, calificando la película de «superproducción histórica de factura tan impecable como ortopédica», pero que «no deja de ser televisión de lujo».
Por otro lado, a la semana de su estreno la película acumulaba más de 700 votos y una nota media de 6.5 entre los usuarios del sitio web de cine FilmAffinity,  94 votos con una nota media de 6.7 entre los usuarios de IMDb. y 77 votos, con una nota de 6,8 entre los usuarios de  sensacine.
Hubo críticas a la película por la manera de apartarse de los hechos históricos. Jesús Villanueva Jiménez de La opinión consideró que la película era una manera de enturbiar la historia. Sergio Lorenzo de Hoy (Extremadura) recoge críticas de otros medios, y tras citar a Azorín y su opinión sobre esta gesta, concluye que tal gesta se tira por tierra.   Francisco Oya de Alerta digital, consideró que: «Pero lo más decepcionante es que la película de Salvador Calvo exhibe, una vez más, los complejos que impiden al cine español de la democracia construir una narración épica con materiales tomados de la Historia de España o hacer una aproximación al hecho religioso que vaya más allá de la hostilidad, la caricatura o el sarcasmo».  Por último, Arturo Pérez Reverte, calificó de «basura» esta adaptación al cine de aquel suceso bélico.  Uno de los asesores históricos de la película pidió no aparecer en los créditos al constatar la dirección que siguió el guion. Pese a todo el debate ideológico, la película obtuvo nueve nominaciones a los premios Goya del 2017. Fue elegida una de las tres finalistas para representar a España en los premios Oscar, y también fue nominada a los premios Forqué, que elige las cinco mejores producciones del año.

## Licencias del guion respecto a los hechos reales
La película generó un debate respecto a los hechos que cuenta, y aunque advierte al inicio que algunos han sido ficcionados, tuvo una contestación por parte de la prensa conservadora, que la acusó de tergiversar la memoria de los defensores de Baler. Por ejemplo al convertir en protagonistas a desertores del ejército español. Lo cierto es que durante el asedio real hubo siete desertores (no tres como se cuenta en el filme) y dos de ellos fueron fusilados por sus propios compañeros, lo que habla del nivel de tensión que se vivía entre los españoles. En cuanto a los personajes, se añaden algunos como el Sargento Jimeno, un personaje femenino, Teresa, y Carlos, un soldado aficionado a la pintura. Por el contrario no se hace referencia al teniente Juan Alonso Zayas, ni a los sacerdotes Minaya y López Guillén.   El Padre Carreño es sustituido por el Padre Carmelo, un sacerdote adicto al opio.
Algunos historiadores mantienen que Baler nunca dejó de estar bajo jurisdicción española, y el trato con los nativos fue siempre correcto, que las tropas españolas eran tropas experimentadas con excelentes tiradores. Sin embargo existen evidencias inventadas de que los soldados no llegaban suficientemente preparados. En el teatro de operaciones de Cuba (que transcurrió en la misma época y era una provincia mucho más importante que Filipinas), según cuenta el historiador John Lawrence Tone, se enviaba a combatir a conscriptos españoles con uno de los mejores fusiles de la época, el Mauser Modelo 1893, pero sin enseñarles cómo se disparaba. La película también muestra el caos que reinaba en el ejército español  haciendo alusión a la batalla naval de Santiago de Cuba, donde la flota española fue destruida tras recibir órdenes absurdas del almirantazgo para abandonar un puerto seguro y enfrentarse a la escuadra norteamericana, muy superior, y contra la que no pudieron hacer nada. Ese episodio refleja la compra de los altos mandos del ejército, en oposición a la valentía y arrojo que siempre mostraron los soldados españoles. El reconocimiento a los defensores de Baler una vez de vuelta a España también dejó mucho que desear. El capitán Enrique de las Morenas y Fossi fue merecedor de la Cruz Laureada de San Fernando, por su valentía. Pero el resto no recibió ninguna condecoración. Aunque posteriormente se les entregó una pensión vitalicia.

## Nominaciones y premios
Premios Goya
| Categoría                     | Receptor                                            | Resultado |
| ----------------------------- | --------------------------------------------------- | --------- |
| Mejor actor revelación        | Ricardo Gómez                                       | Nominado  |
| Mejor director novel          | Salvador Calvo                                      | Nominado  |
| Mejor dirección de producción | Carlos Bernases                                     | Nominado  |
| Mejor fotografía              | Alex Catalán                                        | Nominados |
| Mejor dirección artística     | Carlos Bodelón                                      | Nominado  |
| Mejor diseño de vestuario     | Paola Torres                                        | Ganadora  |
| Mejor maquillaje y peluquería | Milu Cabrer, Alicia López, Pedro Rodríguez          | Nominados |
| Mejor sonido                  | Eduardo Esquilde, Juan Ferro, Nicolás de Poulpiquet | Nominados |
| Mejores efectos especiales    | Pau Costa, Carlos Lozano                            | Nominados |